# Хамеропс
Хамеро́пс (лат. Chamaerops) — монотипный род веерных пальм. Единственный вид — Хамеропс приземистый, или  Европейская веерная пальма (Chamaerops humilis) — низкорослое многоствольное растение с кроной из веерных листьев с колючими черешками.

## Распространение
Один из двух дикорастущих видов пальм в Европе (другой — финиковая пальма Теофраста). Произрастает на гарригах в Западном Средиземноморье, в Италии, Испании и на юге Франции.

## Биологическое описание
Высота ствола составляет от 4 до 6 м. Листья веерные, шириной 70—80 см. Цветки однополые или двуполые, ярко-жёлтого цвета, собраны в ветвистые соцветия. Цветение продолжается с апреля по июнь.

## Использование
Используется как декоративное растение. Из волокна листьев изготовляют канаты, верёвки, мешковину.

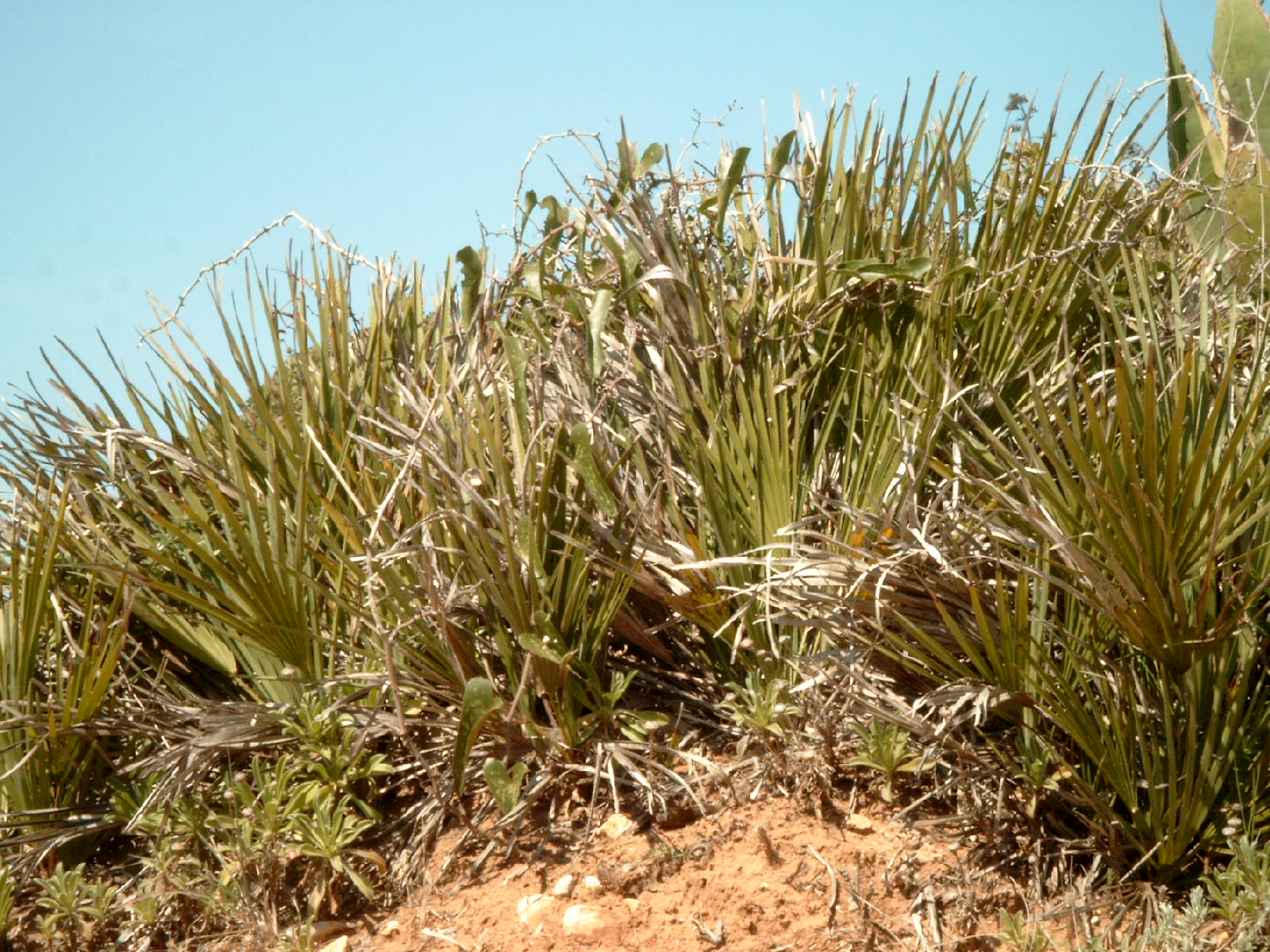
Местообитание
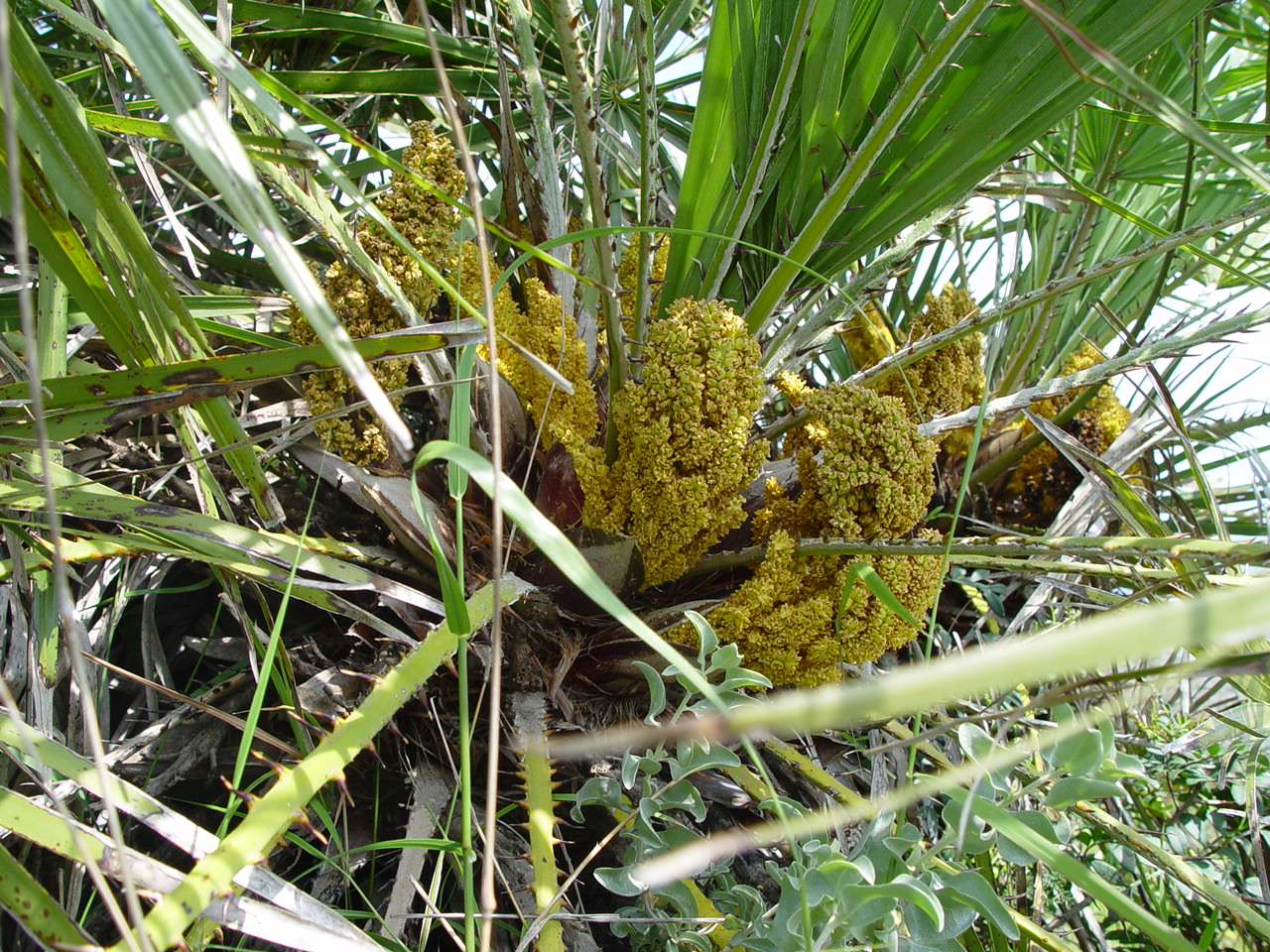
Соцветия
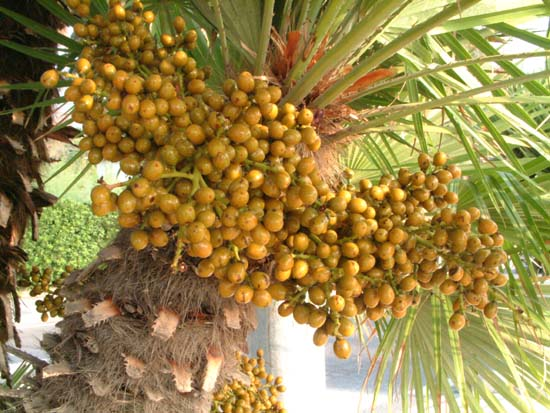
Плоды
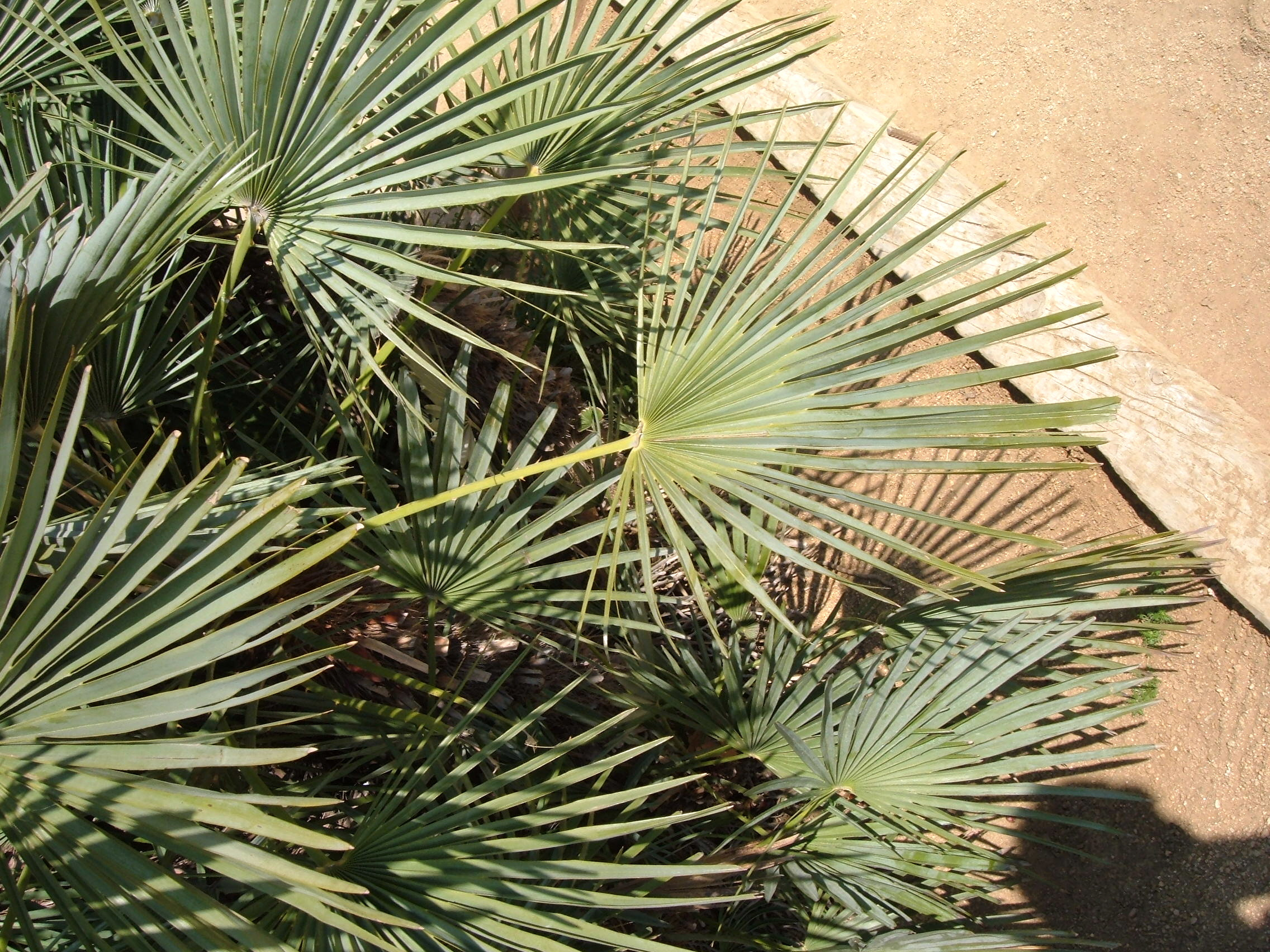
Веерные листья